# Halloween (Beverly Hills, 90210)
Halloween is de dertiende aflevering van het tweede seizoen van het tienerdrama Beverly Hills, 90210, die voor het eerst werd uitgezonden op 31 oktober 1991.

## Verhaal
De groep vrienden besluiten naar een Halloweenfeest te gaan, waarbij er verwacht wordt dat ze als een verklede personage opdagen. Steve gaat als Zorro, Brenda en Dylan gaan als Bonnie & Clyde, Donna heeft comfortabele problemen met haar kostuum van een zeemeermin en Kelly besluit in een uitdagende outfit op te dagen. De laatste denkt veel plezier te beleven op een feest, maar wordt verstoord wanneer een dronken student haar probeert aan te randen.
David slaat het feest over om met Scott net zoals in "de oude tijden" eieren naar voorbijgangers te gooien. Hij blijkt een stuk minder lol met Scott te hebben dan hij had gedacht. Ondertussen krijgen Brandon en Emily ook zo hun problemen als ze met Emily's jonge neef en nicht langs huizen gaan om snoep om te halen en ze de kinderen kwijt raken.

## Rolverdeling
- Jason Priestley - Brandon Walsh
- Shannen Doherty - Brenda Walsh
- Jennie Garth - Kelly Taylor
- Ian Ziering - Steve Sanders
- Gabrielle Carteris - Andrea Zuckerman
- Luke Perry - Dylan McKay
- Brian Austin Green - David Silver
- Tori Spelling - Donna Martin
- Carol Potter - Cindy Walsh
- James Eckhouse - Jim Walsh
- Douglas Emerson - Scott Scanlon
- Christine Elise - Emily Valentine
- Cliff Dorfman - Michael Cetta
- Bradley Pierce - Drew
- Sheila Rosenthal - Lauren